# Elophila rosetta
Elophila rosetta is een vlinder uit de familie van de grasmotten (Crambidae), uit de onderfamilie van de Acentropinae. De wetenschappelijke naam van deze soort is voor het eerst gepubliceerd in 1938 door Edward Meyrick.
De soort komt voor in Indonesië (Java).